# V, la Bataille finale
Cet article concerne la série originale. Pour le remake, voir V (série télévisée, 2009).
Pour les articles homonymes, voir V.
V : La Bataille finale (V: The Final Battle) est une mini-série américaine de science-fiction en 3 téléfilms de 90 minutes, diffusée du 6 au 8 mai 1984 sur NBC. Elle prend la suite d'une première minisérie V éponyme en 2 parties de 100 minutes environ, et précède la série hebdomadaire V : La série (en 19 épisodes de 45 minutes. Les deux miniséries et V : La série font partie du cycle télévisuel V, débutant en 1983.
En Belgique et au Luxembourg, la mini-série a été diffusée pour la première fois en 6 épisodes de 45 minutes, à partir du 20 février 1985 sur RTL Télévision.
En France, la mini-série a été diffusée dans son format original à partir du 23 septembre 1985 en prime time sur Antenne 2. Rediffusion sur La Cinq du 25 décembre 1988 au 25 décembre 1988. La Cinq ayant dépassé le plafond de 104 diffusions d’œuvres cinématographiques entre 20h30 et 22h30 pour l'année 1989, elle rediffuse la mini-série du 9 décembre 1989 au 23 décembre 1989.
Rediffusion en 6 épisodes de 45 minutes dès le 15 juin 1991 sur La Cinq. Rediffusion des téléfilms raccourcis dans un nouveau montage de 240 minutes en 2 parties dans La Saga du samedi le 4 septembre 1993 sur M6. Rediffusion 2008 sur NRJ 12.
Au Québec, la série a été diffusée sur TVA durant les années 1980.
Rediffusion sur la chaîne AB1 en septembre 2021.

## Historique
La mini-série d'origine a fait ses débuts aux États-Unis sur NBC, le 1er mai 1983. Kenneth Johnson, le créateur de la série a déclaré que l'histoire a été inspirée par le roman It Can't Happen Here (« Impossible ici ») écrit en 1935 par Sinclair Lewis. En outre, plusieurs scènes du pilote d'origine ressemblent à la pièce de théâtre Grand-peur et misère du IIIe Reich de Bertolt Brecht. De plus, la nouvelle de Damon Knight Comment servir l'homme (To Serve Man), précédemment adaptée dans un épisode de La Quatrième dimension, possède un thème similaire : des extraterrestres faussement amicaux qui enlèvent secrètement les humains pour en faire de la nourriture.
Dans les bonus du DVD de la mini-série, Johnson révèle que V a été initialement conçue comme un simple thriller politique, retraçant la montée d'un mouvement fasciste aux États-Unis. NBC — quant à elle — était intéressée par une série de science-fiction, afin de capitaliser sur le succès de films tels que Star Wars.
L'histoire est donc une allégorie des évènements de la Deuxième Guerre mondiale. On notera l'utilisation par les Visiteurs d'un emblème présentant de fortes ressemblances avec la croix gammée des nazis tandis que le titre de la série lui-même est calqué directement sur la campagne des V de 1941. Les Visiteurs possèdent aussi des jeunesses semblables aux jeunesses hitlériennes, et la propagande télévisuelle des Visiteurs rappelle la propagande des nazis. L'interaction humaine avec les Visiteurs peut être comparée avec les évènements de la Seconde Guerre mondiale dans le sens où certains individus avaient choisi de collaborer tandis que d'autres avaient choisi de s'opposer à ce régime mis en place.
Les nazis ont persécuté principalement des Juifs, les Visiteurs quant à eux persécutent les scientifiques, leurs familles et tous ceux qui s'associent avec eux pour cacher leur identité de scientifique (les scientifiques étant potentiellement les plus aptes à découvrir leur véritable nature biologique). L'évidence du parallèle est telle que quelques personnages introduits par Kenneth Johnson sont d'origine juive (dont un grand-père survivant de l'Holocauste). Les Visiteurs instaurent la loi martiale afin de contrôler les scientifiques, de manière similaire à ce qu'avaient fait les nazis en Allemagne. Des analogies sont notables entre Diana, chef scientifique des Visiteurs, et le docteur Josef Mengele.
Plus tard dans la série, le journal télévisé du réseau de la Résistance rapporte l'union des populations blanches et noires d'Afrique du Sud afin de lutter contre les Visiteurs. En effet, la série a été réalisée en 1984 alors que l'Afrique du Sud était toujours sous le régime de l'apartheid. Lors de la diffusion à la télévision de V en Afrique du Sud, des dizaines de V rouges sont apparus dès le lendemain, sur les murs de la capitale notamment.
On peut également y voir une allégorie de la guerre froide : les Visiteurs, avec la couleur rouge, symbolisent le bloc communiste, tandis que les terriens symbolisent le bloc occidental.

## Résumé
Quelques mois ont passé depuis les évènements de la première mini-série. La Résistance s'est développée et utilise des méthodes plus efficaces pour combattre les Visiteurs, dont l'emprise sur la Terre ne cesse de grandir.
En conséquence, les Visiteurs équipent leurs soldats d'une nouvelle armure invulnérable aux munitions terriennes. De plus, les membres de la cinquième colonne deviennent hésitants à aider les résistants, les Visiteurs soupçonnant une trahison au sein de leurs rangs. Il est également impossible pour les membres de la cinquième colonne de fournir les résistants en armes laser car le stock est comptabilisé. Face à cette situation, Mike et Julie réalisent qu'il devient nécessaire de trouver une manière de discréditer les visiteurs par un coup d'éclat, afin d'ouvrir les yeux de la population sur leur véritable nature.
Dans ce but, Donovan conçoit un plan qui consiste à révéler au monde entier que John, le leader des Visiteurs, est en fait un reptile recouvert d'une peau synthétique humaine. Le plan est couronné de succès et permet à la Résistance de se doter de nouveaux membres, dont le mercenaire Ham Tyler. Ce dernier aide à fournir des munitions en Teflon, permettant de percer le blindage des armures des Visiteurs. Mais Julie est kidnappée, peu après avoir révélé la véritable identité de John, et est soumise à une conversion de cerveau par Diana.
Pendant ce temps, l'expérience de cette dernière consistant à mêler l'ADN humain de Robin Maxwell et l'ADN visiteur de Brian arrive à son terme, et Robin donne naissance à des jumeaux. L'un d'entre eux ressemble à une humaine : Elizabeth survit et grandit à une vitesse impressionnante, tout en développant une grande intelligence et un bon sens remarquable. Le jumeau ayant une apparence ressemblant à celle des Visiteurs meurt très rapidement, et est examiné. Un organisme biologique mystérieux est trouvé dans ses gènes, celui-ci s'avère être toxique pour les visiteurs. Cette toxine sera par la suite appelée la « Toxine rouge » (« Red Dust » soit littéralement la « poussière rouge »), elle est inoffensive pour les habitants de la Terre.
La Résistance lance alors une attaque contre le vaisseau-mère des Visiteurs, tout en répandant simultanément partout dans le monde la toxine dans l'atmosphère terrestre, à l'aide de millions de montgolfières. Tous les vaisseaux-mères, hormis celui de Los Angeles, quittent l'atmosphère terrestre. Diana, qui s'est approprié illégalement le contrôle de la flotte des Visiteurs, planifie d'utiliser en guise d'ultime vengeance un dispositif d'anéantissement, d'une puissance nucléaire et pouvant détruire la Terre tout entière. Après avoir rempli de toxine les conduits d'air du vaisseau-mère, la Résistance désarme le dispositif avec le concours d'Elizabeth. Diana réussit à s'échapper à bord d'une navette, avant de disparaître dans l'espace infini… Les Résistants et les membres de la cinquième colonne rentrent victorieux sur Terre.

## Distribution
Sauf indication contraire, les informations mentionnées dans cette section peuvent être confirmées par la base de données cinématographiques IMDb,  présente dans la section « Liens externes ».
- Marc Singer (VF : Richard Darbois) : Mike Donovan
- Faye Grant (VF : Frédérique Tirmont) : Julie Parrish
- Jane Badler (VF : Pauline Larrieu) : Diana
- Michael Ironside (VF : Mario Santini) : Ham Tyler
- Mickey Jones (en) (VF : Jacques Richard) : Chris Faber
- Michael Durrell (VF : Pierre Hatet) : Robert Maxwell
- Blair Tefkin (VF : Françoise Dasque) : Robin Maxwell
- Robert Englund (VF : Patrick Préjean) : Willie
- Diane Cary : Harmony
- Thomas Hill (VF : Claude Joseph) : le père Andrew Doyle
- Peter Nelson (en) (VF : Jean-François Vlérick) : Brian
- David Packer (en)  (VF : Vincent Violette[6]) : Daniel Bernstein
- Neva Patterson (VF : Monique Mélinand) : Eleanor Dupres
- Michael Wright (VF : Luq Hamet) : Elias Taylor
- Jason Bernard : Caleb Taylor
- Sandy Simpson (af) (VF : Olivier Destrez[6]) : Mark
- Denise Galik (en) : Maggie Blodgett
- Richard Herd : John
- Sarah Douglas : Pamela
- Andrew Prine (VF : Jean-Pierre Leroux) : Steven
- Hansford Rowe (en) (VF : Yves Barsacq sauf à sa dernière scène) : Arthur Dupres
- Jenny Sullivan (en) : Kristine Walsh
- Frank Ashmore (VF : Hervé Bellon) : Martin
- Rafael Campos (en) : Sancho Gomez
- Viveka Davis (en) : Polly Maxwell
- Marin May (en) : Katie Maxwell
- Greta Blackburn : Lorraine
- Eric Johnston (VF : Damien Boisseau[6]) : Sean Donovan
- Stack Pierce (en) : Jake, capitaine des Visiteurs
- Camila Ashland (en) : Ruby Engels (créditée Camila Ashlend)
- Dick Miller : Dan Pascal
- Don Starr (en) : Docteur Corley Walker
- Brandy Gold : Elizabeth Maxwell (à 5 ans)
- Jenny Beck : Elizabeth Maxwell (à 10 ans), l'enfant stellaire
- Jenny O'Hara (en) : Jenny
- Mark L. Taylor : Docteur Fred King
- Clete Roberts (en) : Simon Vender
- Jenny Neumann : Barbara

## Épisodes
| N° | #  | Titre                                                     | Réalisation        | Scénario                    | Première diffusion                                 |
| -- | -- | --------------------------------------------------------- | ------------------ | --------------------------- | -------------------------------------------------- |
| 03 | 01 | La Bataille finale : 1re partie The Final Battle: Part I  | Richard T. Heffron | Brian Taggert Peggy Goldman | États-Unis : 6 mai 1984 France : 23 septembre 1985 |
|    |    |                                                           |                    |                             |                                                    |
| 04 | 02 | La Bataille finale : 2e partie The Final Battle: Part II  | Richard T. Heffron | Brian Taggert Diane Frolov  | États-Unis : 7 mai 1984 France : 30 septembre 1985 |
|    |    |                                                           |                    |                             |                                                    |
| 05 | 03 | La Bataille finale : 3e partie The Final Battle: Part III | Richard T. Heffron | Brian Taggert Faustus Buck  | États-Unis : 8 mai 1984 France : 7 octobre 1985    |
|    |    |                                                           |                    |                             |                                                    |

## Emplacements et caractéristiques des 50 vaisseaux-mères de la flotte
D'après la série, 50 vaisseaux-mères stationnent au-dessus des principales villes de la Terre. 40 vaisseaux-mères et leur emplacement sont cités. Les 10 autres ne sont pas indiqués. Au cours de la série, il sera indiqué que d'autres vaisseaux-mères arriveront sur Terre, dont celui du chef d'escadre Pamela qui arrivera à Los Angeles et se placera au-dessus du vaisseau-mère commandé par Diana.
| - Afrique du Sud - Johannesburg - Allemagne de l'Ouest - Allemagne de l'Est - Berlin - Arabie saoudite - Riyad - Argentine - Buenos Aires - Australie - Sydney - Brésil - Rio de Janeiro - Sao Paulo - Chine - Pékin - Égypte - Le Caire | - Espagne - Madrid - États-Unis - New York - Los Angeles - Chicago - Washington - La Nouvelle-Orléans - Houston - Saint-Louis - San Francisco - Seattle - France - Paris - Grèce - Athènes - Hong Kong - Hong Kong | - Inde - Bombay - New Delhi - Calcutta - Israël - Jérusalem - Italie - Rome - Japon - Tokyo - Mexique - Mexico - Panama - Panama - Portugal - Lisbonne - Royaume-Uni - Londres | - Salvador - San Salvador - Suède - Stockholm - Suisse - Genève - Turquie - Istanbul - Union soviétique - Moscou - Leningrad - Vladivostok - Venezuela - Caracas |

## Commentaires
V est considérée comme une série culte des années 1980.
Les vaisseaux mères font 4 km de diamètre et peuvent emporter plusieurs milliers de personnes. Chacun des 50 gigantesques vaisseaux-mères possède 4 baies de lancement avec chacun 200 navettes.

## Long-métrage cinématographique en projet (2008-2009)
Le synopsis précis n'a pas été précisé. Cette suite ou adaptation de la première minisérie au cinéma aurait été réalisée par Kenneth Johnson, le créateur original de la série. Les mêmes acteurs principaux auraient repris leurs rôles respectifs : Marc Singer, Faye Grant, Jane Badler et Robert Englund notamment.

S'il s'agit d'une suite, le film aurait été probablement inspiré du roman V: The Second Generation : il n'aurait pas pris place après l'épisode Le Retour de la série, ni même après La Bataille finale mais directement à la suite de la minisérie originelle.

Kenneth Johnson tient régulièrement au courant de l'évolution du projet, par le biais d'une rubrique sur son site officiel.

## Remake parABC
Le créateur de la série Les 4400, Scott Peters, a été chargé de l’écriture, de l’adaptation, et assure également la production avec la Warner Bros de ce remake. La diffusion a commencé le 3 novembre 2009 aux États-Unis et le 1er décembre 2010 en France.
Morena Baccarin joue le rôle d'Anna, le leader des Visiteurs.
Jane Badler, Diana dans l'ancienne série, est présente dans le casting de la saison 2 dès l'épisode 1. Elle y joue la mère d'Anna.
De même, on voit Marc Singer apparaître dans le dernier épisode de la saison 2, dans le rôle de Lars Tremont, qui est membre d’une organisation top secrète composée de chefs militaires et de politiciens du monde entier qui suspectent depuis longtemps les V de ne pas être venus en paix.

## Produits dérivés

### DVD
- Aux États-Unis, l'intégrale de V existe déjà depuis plusieurs années en DVD (version originale avec présence de sous-titres français).
- En France, un coffret de 3 DVD édité par Aquarelle et distribué par Columbia-Tristar est sorti le 23 janvier 2008. Il réunit les deux miniséries V & V : La Bataille finale.
- Parallèlement, la série de 19 épisodes est parue en Belgique en janvier 2008 dans un coffret unique de 5 DVD, mais d'une collection différente.
- La sortie de la série dans la collection d'Aquarelle s'est faite en deux coffrets séparés : les épisodes 1 à 10 sont sortis le 6 mai 2008, et les épisodes 11 à 19 le 10 septembre de la même année.

### Roman
- V: La Seconde Génération, écrit par Kenneth Johnson en personne, reprend la trame de la première minisérie en ignorant les évènements de la série hebdomadaire, ainsi que ceux de La Bataille finale. L'intrigue prend place après 24 ans d'occupation continue de la Terre par les Visiteurs. Une résistance exsangue, pratiquement exterminée, reçoit l'aide inattendue des Zedti, une race d'insectes humanoïdes se déclarant les ennemis jurés des Visiteurs (il s'agit d'une race évoquée dans V, et à laquelle Julie Parrish envoie une transmission dans l'espace à la fin de la 2e partie).

### Jeux vidéo
- En 1986, Ocean Software réalisa un jeu vidéo d'action pour Amstrad CPC, Commodore 64 et ZX Spectrum.

### Manga
- Scénario de Go Nagai d'après Kenneth Johnson et Dessin de Tatsuya Tasuda (Kotetsu Jeeg) :
  - (ja) vol 1; 1989-02-10; V (ブイ) #1: Visitor, Keibunsha no Daihyakka Bessatsu (ケイブンシャの大百科別冊), Keibunsha (勁文社),
  - (ja) vol 2; 1989-02-10; V (ブイ) #2: Victory, Keibunsha no Daihyakka Bessatsu (ケイブンシャの大百科別冊), Keibunsha (勁文社)
  - (fr) janvier 2021, en 2 volumes aux éditions Black Box en collaboration avec Little Big Monsters Editions